# Крила України (газета)
«Крила України» — часопис, є центральним друкованим органом Міністерства оборони України Висвітлює діяльність повітряних сил України. Видається з 27 серпня 1999 року.
Свідоцтво про державну реєстрацію — видання: КВ 17301-6071ПР від 17.12.2010 р.

## Керівництво
- Сергій Свенцицький (перший редактор)